# سگ‌ماهی آراسته
سگ‌ماهی آراسته (نام علمی: Centroscyllium ornatum) نام یک گونه از راسته خاردارکوسه‌سانان است.